# Lynda Boyd
Lynda Boyd (Vancouver, 28 gennaio 1965) è un'attrice canadese.

## Biografia
Meglio nota per le sue performance nei film Final Destination 2 (2003), Il vento del perdono (2005) e She's the Man, Boyd è stata candidata ai Gemini Awards per Falcon Beach e Republic of Doyle di ABC Family Channel.

## Filmografia parziale

### Cinema
- Street Fighter (1995) - voce
- The Invader, regia di Mark Rosman (1997)
- Generazione perfetta (Disturbing Behaviour), regia di David Nutter (1998)
- Mission to Mars, regia di Brian De Palma (2000)
- Campioni di razza (Best in Show), regia di Christopher Guest (2000)
- Bones, regia di Ernest Dickerson (2001)
- Leaving Metropolis, regia di Brad Fraser (2002)
- Le spie (I Spy), regia di Betty Thomas (2002)
- Final Destination 2, regia di David R. Ellis (2003)
- Perfect Score (The Perfect Score), regia di Brian Robbins (2004)
- Vado, vedo... vengo! - Un viaggio tutto curve (Going the Distance), regia di Mark Griffiths (2004)
- Il vento del perdono (An Unfinished Life), regia di Lasse Hallström (2005)
- She's the Man, regia di Andy Fickman (2006)
- The Fast and the Furious: Tokyo Drift, regia di Justin Lin (2006)
- Vice, regia di Raul Inglis (2008)
- Another Cinderella Story, regia di Damon Santostefano (2008)
- Slap Shot 3: The Junior League, regia di Richard Martin (2008)
- Rampage, regia di Uwe Boll (2009)
- Damage, regia di Jeff F. King (2009)
- Un tuffo nel passato (Hot Tub Time Machine), regia di Steve Pink (2010)
- Ramona e Beezus (Ramona and Beezus), regia di Elizabeth Allen (2010)
- Adaline - L'eterna giovinezza (The Age of Adaline), regia di Lee Toland Krieger (2015)
- Non si scherza col fuoco (Playing with Fire), regia di Andy Fickman (2019)
- Broken Diamonds, regia di Peter Sattler (2021)
- With Love and a Major Organ, regia di Kim Albright (2023)

### Televisione
- Che magnifico campeggio! (Camp Candy) - serie TV (1989)
- The Heights - serie TV (1992)
- Due magiche gemelle (Double, Double, Toil and Trouble), regia di - film TV (1993)
- X-Files (The X-Files) - serie TV (1993)
- Il commissario Scali (The Commish) - serie TV (1994)
- This Can't Be Love, regia di Anthony Harvey (1994)
- Cucciolandia (Littlest Pet Shop) - serie TV (1995) - voce
- Highlander (Highlander: The Series) - serie TV (1995)
- X-Files (The X-Files) - serie TV (1995)
- Maledetta fortuna (Strange Luck) - serie TV (1995)
- Generation X, regia di Jack Sholder - film TV (1996)
- Reefer Madness: The Movie Musical, regia di Andy Fickman - film TV (2005)
- Millennium - serie TV (1996)
- Sentinel (The Sentinel) - serie TV (1997)
- Le avventure di Shirley Holmes (The Adventures of Shirley Holmes) - serie TV (1997)
- Angeli alla meta (Angels in the Endzone), regia di Gary Nadeau - film TV (1997)
- Cold Squad - Squadra casi archiviati (Cold Squad) - serie TV (1998)
- Da Vinci's Inquest - serie TV (1998)
- Dead Man's Gun - serie TV (1998)
- Tesoro, mi si sono ristretti i ragazzi (Honey, I Shrunk the Kids: The TV Show) - serie TV (1998)
- Falcon Beach – serie TV, 15 episodi (2006-2007)
- Cold Case - Delitti irrisolti (Cold Case) – serie TV, episodio 4x23 (2007)
- Sanctuary – serie TV, 6 episodi (2008-2009)
- Republic of Doyle – serie TV, 77 episodi (2010-2014)
- Supernatural – serie TV, episodi 8x20-15x11 (2013-2020)
- Quando chiama il cuore (When Calls the Heart) – serie TV, 5 episodi (2015)
- Arrow – serie TV, episodi 4x04-4x14-4x20 (2015-2016)
- Tin Star – serie TV, 12 episodi (2017-2019)
- Virgin River – serie TV, 18 episodi (2019-2022)
- You Me Her – serie TV, episodi 5x07-5x08-5x09 (2020)
- Supergirl – serie TV, episodi 5x19-6x01 (2020-2021)
- Avvocati di famiglia (Family Law) – serie TV, 7 episodi (2021-2024)
- Sullivan's Crossing – serie TV, 14 episodi (2023-2024)
- Fire Country – serie TV, episodio 3x04 (2024)

## Doppiatrici italiane
Nelle versioni in italiano delle opere in cui ha recitato, Lynda Boyd è stata doppiata da:
- Laura Boccanera ne Le spie, Falcon Beach, Avvocati di famiglia
- Roberta Pellini in Cold Case - Delitti irrisolti, Virgin River (st. 1)
- Daniela Abbruzzese in Rampage, Non si scherza col fuoco
- Alessandra Cassioli in X-Files (ep. 1x12)
- Barbara Berengo Gardin in X-Files (ep. 2x22)
- Lorenza Biella in Millennium
- Paola Migneco in E.R. - Medici in prima linea
- Pinella Dragani in Final Destination 2
- Germana Pasquero in Vado, vedo... vengo! Un viaggio tutte curve
- Stefanella Marrama in Psych
- Laura Romano in Adaline - L'eterna giovinezza
- Eleonora De Angelis in Virgin River (st. 2-4)